# Claudio Iannone
Claudio Fabián Iannone (nascido em 5 de novembro de 1963) é um ex-ciclista olímpico argentino. Iannone representou sua nação na prova de velocidade nos Jogos Olímpicos de Verão de 1984, em Los Angeles.